# Uljoti járás
Az Uljoti járás (oroszul Улётовский район) járás Oroszország Bajkálontúli határterületén. Székhelye Uljoti.
A járást 1926-ban hozták létre. 

## Népessége
- 2002-ben 21 337 lakosa volt.
- 2010-ben 18 946 lakosa volt.